# Georges Van Riet
Pour les articles homonymes, voir Van Riet.
Georges Van Riet est un philosophe, théologien et chanoine belge né à Jette le 7 janvier 1916 et mort le 19 mai 1998 dans la même ville. Il est l'auteur de nombreux articles et recensions d'ouvrages dans la Revue philosophique de Louvain, notamment du philosophe Henry Duméry, mais aussi de La Philosophie bergsonienne de Jacques Maritain. Il s'est intéressé de près au thomisme, à la philosophie de la religion et à l'épistémologie, qu'il a enseignés.

## Biographie
Georges Van Riet naît le 7 janvier 1916 à Jette en Belgique. Il a un frère, Robert, et une sœur, Simone.
Il est nommé chargé de cours à l'Université catholique de Louvain en 1947, puis titularisé. Il enseigne la logique, l'épistémologie et l'« Encyclopédie de la philosophie ».
À partir de 1961, il enseigne la philosophie de la religion. Il devient Professeur émérite en 1982. Il continue avec son frère Robert l'œuvre de sa sœur Simone morte en 1993, qu'il admirait selon Thierry Lucas, Professeur émérite de logique formelle.
Il meurt le 19 mai 1998.

## Travaux
Georges Van Riet a publié un certain nombre d'articles d'histoire de la philosophie dans la Revue philosophique de Louvain, 73 contributions de 1946 à 1990, sur Thomas d'Aquin, Spinoza, Kant, Hegel, Désiré-Joseph Mercier, Husserl. Il écrit aussi sur ses contemporains : Maritain, Gilson, Gouhier, Michel Henry, Duméry mais aussi l'Institut supérieur de philosophie. Duméry entretient un dialogue avec lui à propos de sa recension de Raison et religion dans la philosophie de l'action.
Georges Van Riet publie aussi dans la Revue théologique de Louvain (3 contributions de 1975 à 1984).
Il est principalement influencé, selon Thierry Lucas, par Thomas d'Aquin et Désiré-Joseph Mercier. Son premier article, ainsi que son avant-dernier, dans la Revue philosophique de Louvain, sont consacrés au cardinal Mercier. Son dernier article est à propos de l'encyclique Æterni Patris.

## Œuvres

### Livres
- Georges Van Riet, L'Épistémologie thomiste : Recherches sur le problème de la connaissance dans l'école thomiste contemporaine, Louvain, Éditions de l'Institut supérieur de philosophie, 1946, 672 p.
- Georges Van Riet, Problèmes d'épistémologie, Louvain/Paris, Publications universitaires/Béatrice-Nauwelaerts, coll. « Bibliothèque philosophique de Louvain », 1960, 426 p.
- Georges Van Riet, Philosophie et religion, Louvain, Peeters, coll. « Bibliothèque philosophique de Louvain », 1970, 298 p. (ISBN 978-2-7116-9106-7).

### Articles
- Georges Van Riet, « La critériologie de Mgr Mercier », Revue philosophique de Louvain, vol. 44, no 1,‎ 1946, p. 7-35 (lire en ligne, consulté le 24 juin 2017).
- Georges Van Riet, « La théorie thomiste de l'abstraction », Revue philosophique de Louvain, vol. 50, no 27,‎ 1952, p. 353-393 (lire en ligne, consulté le 24 juin 2017).
- Georges Van Riet, « La théorie thomiste de la sensation externe », Revue philosophique de Louvain, vol. 51, no 31,‎ 1953, p. 374-408 (lire en ligne, consulté le 24 juin 2017).
- Georges Van Riet, « Histoire de la philosophie et vérité », Revue philosophique de Louvain, vol. 55, no 48,‎ 1957, p. 429-442 (lire en ligne, consulté le 24 juin 2017).
- Georges Van Riet, « Réalisme thomiste et phénoménologie husserlienne », Revue philosophique de Louvain, vol. 55, no 45,‎ 1957, p. 58-92 (lire en ligne, consulté le 24 juin 2017).
- Georges Van Riet, « Mythe et vérité », Revue philosophique de Louvain, vol. 58, no 57,‎ 1960, p. 15-87 (lire en ligne, consulté le 24 juin 2017).
- Georges Van Riet, « Y a-t-il chez saint Thomas une philosophie de la religion ? », Revue philosophique de Louvain, vol. 61, no 69,‎ 1963, p. 44-81 (lire en ligne, consulté le 24 juin 2017).
- Georges Van Riet, « Y a-t-il un chemin vers la vérité ? À propos de l'Introduction à la « Phénoménologie de l'Esprit » de Hegel », Revue philosophique de Louvain, vol. 62, no 75,‎ 1964, p. 466-476 (lire en ligne, consulté le 24 juin 2017).
- Georges Van Riet, « Le problème de Dieu chez Hegel. Athéisme ou christianisme ? », Revue philosophique de Louvain, vol. 36, no 79,‎ 1965, p. 353-418 (lire en ligne, consulté le 24 juin 2017).
- Georges Van Riet, « Une nouvelle ontologie phénoménologique. La philosophie de Michel Henry », Revue philosophique de Louvain, vol. 64, no 83,‎ 1966, p. 436-457 (lire en ligne, consulté le 24 juin 2017).
- Georges Van Riet, « Actualité de Spinoza », Revue philosophique de Louvain, vol. 66, no 89,‎ 1968, p. 36-84 (lire en ligne, consulté le 24 juin 2017).
- Georges Van Riet, « Le problème du mal dans la philosophie de la religion de saint Thomas », Revue philosophique de Louvain, vol. 71, no 9,‎ 1973, p. 5-45 (lire en ligne, consulté le 24 juin 2017).
- Georges Van Riet, « Chronique de l'Institut Supérieur de philosophie », Revue philosophique de Louvain, vol. 73, no 17,‎ 1975, p. 216-219 (lire en ligne, consulté le 24 juin 2017).
- Georges Van Riet, « Liberté et espérance chez Kant », Revue philosophique de Louvain, vol. 78, no 38,‎ 1980, p. 185-224 (lire en ligne, consulté le 24 juin 2017).
- Georges Van Riet, « Originalité et fécondité de la notion de philosophie élaborée par le Cardinal Mercier », Revue philosophique de Louvain, vol. 79, no 44,‎ 1981, p. 532-565 (lire en ligne, consulté le 24 juin 2017).
- Georges Van Riet, « Le titre de l'encyclique « Aeterni Patris ». Note historique », Revue philosophique de Louvain, vol. 80, no 45,‎ 1982, p. 35-63 (lire en ligne, consulté le 24 juin 2017).

### Recensions
- Georges Van Riet, « La doctrine thomiste du jugement », Revue philosophique de Louvain, vol. 46, no 9,‎ 1948, p. 97-108 (lire en ligne, consulté le 24 juin 2017).
- Georges Van Riet, « Philosophie et existence », Revue philosophique de Louvain, vol. 46, no 11,‎ 1948, p. 352-376 (lire en ligne, consulté le 24 juin 2017).
- Georges Van Riet, « Jacques Maritain, La Philosophie bergsonienne. Études critiques. Troisième édition revue et augmentée [compte rendu] », Revue Philosophique de Louvain, vol. 48, no 18,‎ 1950, p. 298 (lire en ligne, consulté le 24 juin 2017).
- Georges Van Riet, « Idéalisme et Christianisme. À propos de la « Philosophie de la Religion » de M. Henry Duméry », Revue philosophique de Louvain, vol. 56, no 51,‎ 1958, p. 361-428 (lire en ligne, consulté le 24 juin 2017).
- Georges Van Riet, « Philosophie de la religion et théologie. À propos d'un nouvel ouvrage de M. Henry Duméry », Revue philosophique de Louvain, vol. 57, no 55,‎ 1959, p. 415-437 (lire en ligne, consulté le 24 juin 2017).
- Georges Van Riet, « Étienne Gilson, Le philosophe et la théologie [compte-rendu] », Revue philosophique de Louvain, vol. 58, no 58,‎ 1960, p. 308-313 (lire en ligne, consulté le 24 juin 2017).
- Georges Van Riet, « Henry Duméry, Raison et religion dans la philosophie de l'action [compte-rendu] », Revue philosophique de Louvain, vol. 62, no 74,‎ 1964, p. 368-373 (lire en ligne, consulté le 24 juin 2017).
- Georges Van Riet, « Foi et Credo », Revue théologique de Louvain, vol. 6, no 3,‎ 1975, p. 394-401 (lire en ligne, consulté le 24 juin 2017).
- Georges Van Riet, « Henri Gouhier, La pensée religieuse de Descartes [compte-rendu] », Revue philosophique de Louvain, vol. 75, no 28,‎ 1977, p. 720 (lire en ligne, consulté le 24 juin 2017).
- Georges Van Riet, « Le problème de Dieu d'après Hans Küng », Revue théologique de Louvain, vol. 13, no 4,‎ 1982, p. 425-441 (lire en ligne, consulté le 24 juin 2017).